# Eendracht maakt macht

Wapen van Belgiê (L'union fait la Force)

wapen van de Zuid-Afrikaansche Republiek (Eendragt maakt magt)

Eendracht maakt macht is de nationale wapenspreuk van België (Frans : L'Union fait la force, Duits: Einigkeit macht stark, Latijn: Concordia res parvae crescunt), evenals van de Zuid-Afrikaansche Republiek, Bulgarije en de Republiek Haïti. Het was de zinspreuk van de Republiek der Zeven Verenigde Nederlanden en van de Duitse stad Emden. Ook Brooklyn (New York) is geassocieerd met deze spreuk.

## Geschiedenis

### Romeinse tijd
De spreuk is ontleend aan de Romeinse geschiedschrijver Gaius Sallustius Crispus (86 v.Chr - ong. 35 v.Chr) in zijn werk Bellum Iugurthinum over de oorlog van de Romeinen tegen de Numidische koning Jugurtha.

### Spaanse tijd
De spreuk werd het eerst gehoord tijdens de Spaanse tijd, onder keizer Karel V. Zo werd ze opgetekend in 1550 in de Gemeene Duytsche Spreekwoorden.

### Republiek der Nederlanden
De Republiek der Verenigde Provinciën nam de spreuk over als wapenspreuk. Deze is te zien op verschillende Nederlandse munten en wapenschilden, meestal in de Latijnse versie: Concordia res parvae crescunt (letterlijk: "Door eendracht groeien kleine dingen", verwijzend naar de geringe omvang van de Nederlandse gewesten op zich). Vanaf het eind van de 16e eeuw wordt het begin van de zinspreuk regelmatig aangetroffen op Nederlandse munten, bijvoorbeeld op de Leicester-rijksdaalder uit 1586.

### Franse tijd in de Noordelijke Nederlanden

Voormalig wapen van de Nederlandse Republiek (Concordia res parvae crescunt)

In het begin van de Franse tijd in Nederland (1795-1813) wordt de wapenspreuk Gelykheid, Vryheid, Broederschap gebruikt. Vanaf 1802 tot 1810 wordt de oude spreuk weer in het gebruik hersteld.
De Republikeinse spreuk wordt in het nieuwe Verenigd Koninkrijk der Nederlanden nog tot in 1815 gebruikt en daarna vervangen door de spreuk van de Oranjes: Je maintiendrai.

### België
Na de Belgische Revolutie in 1830 wordt de wapenspreuk opgenomen, oorspronkelijk enkel in het Frans: L'Union fait la force. Pas toen het Nederlands gelijkgesteld werd met het Frans, nam de Belgische staat de spreuk Eendracht maakt macht aan. Soms vindt men de variant "Eenheid baart macht". Deze eendracht sloeg in 1830 op de vereniging van de negen provinciën. Deze negen provinciewapens zijn dan ook vertegenwoordigd in het wapenschild van het land. Daarnaast (en in oorsprong) verwees de spreuk naar de eenheid tussen liberale progressieven en katholieke conservatieven.
Ze was in 1827 gelanceerd door de jonge jurist Paul Devaux in het Luikse oppositiedagblad Mathieu Laensbergh in het artikel De la réserve qu'on nous reproche en matière religieuse. Hierin pogen de Luikse krantenuitgevers de liberalen en katholieken tot samenwerking te brengen in een unionistisch verbond dat uiteindelijk tot de Belgische Revolutie zou leiden en dat tot 1846 (het jaar van de stichting van de Liberale Partij) de Belgische politiek zou overheersen.

Tegenwoordig wordt de spreuk ook vaak gebruikt in belgicistische of unitaristische kringen, als een oproep aan Vlamingen en Walen, Brusselaars en Duitstaligen om de Belgische eenheid te bewaren. De Duitse versie van de Belgische wapenspreuk luidt Einigkeit macht stark.

Huidige vlag van Brooklyn, Verenigde Staten

Koning Filip haalde de wapenspreuk aan tijdens zijn 21-julitoespraak van 2018.

### Brooklyn
Het motto van Brooklyn, een door Nederlanders gesticht stadsdeel van New York, is nog altijd "Eendraght Maeckt Maght".

### Bulgarije
Toen Bulgarije een autonoom prinsdom werd in 1887 met een Saksen-Coburger op de troon, nam het land de wapenspreuk L'union fait la force over van België (in het Bulgaars: Съединението прави силата). Nadat de koning werd afgezet in 1946 bleef het de wapenspreuk tot 1948. Na het eindigen van de communistische heerschappij begin jaren negentig bogen de Bulgaarse politieke partijen zich halverwege de jaren negentig over de vraag welk wapen gebruikt moest gaan worden. In 1997 werd besloten dat het oude wapen van het voormalige koninkrijk in gewijzigde vorm gebruikt moest worden.

### Holland (Michigan)
De spreuk Eendragt maakt magt is te vinden op het logo van het politiekorps in de Amerikaanse plaats Holland (Michigan), in combinatie met God zij met ons. De wapenspreuk van Zuid-Holland, overgenomen van het graafschap Holland, luidt overigens Vigilate Deo Confidentes (Waakzaam Op God Vertrouwend).

### Zuid-Afrikaansche Republiek

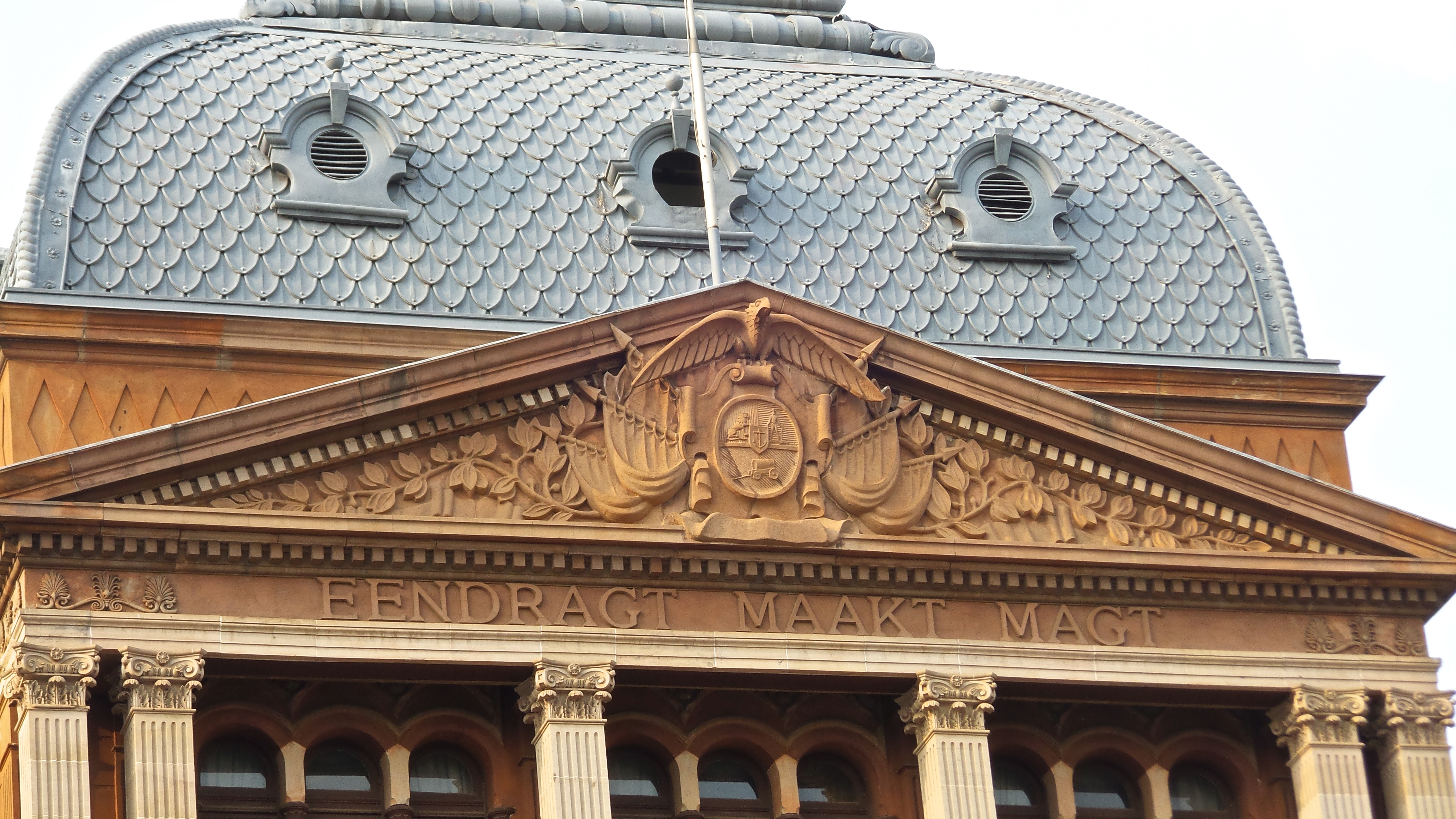
Eendragt maakt magt op de gevel van de Oude Raadzaal in Pretoria

Op 17 januari 1852 erkende het Verenigd Koninkrijk van Groot-Brittannië en Ierland, dat de Kaapkolonie in bezit had, de onafhankelijkheid van de Zuid-Afrikaansche Republiek in het Zandriviertractaat. Eendragt maakt magt werd het motto op het wapen van deze republiek die in 1888 het Nederlands als enige ambtelijke taal instelde.
Ten slotte werd de Zuid-Afrikaansche Republiek gedwongen het Verdrag van Vereeniging (1902) te tekenen waarmee de republiek onder Brits bestuur kwam. In 1910 werd de republiek onder de naam Transvaal een van de vier provincies van de Unie van Zuid-Afrika.

## Spot
- Flaminganten veranderden de leuze spottend in "L'union fait la farce" ("Eenheid maakt maf") en "L'oignon fait la farce" ("De ui maakt de vulling"), om de uitspraak te banaliseren tot een kookboekrecept.
- In Brussel zegt men ook weleens "nen drasj mokt masj" ("van een regenbui krijg je modder").

## Ander gebruik van de spreuk
- Eendragt maakt Macht is een Heeren-Sociëteit opgericht anno 1830 te Rotterdam, tegenwoordig gehuisvest aan de Kralingse Plaslaan. Oorspronkelijk waren er wekelijks bijeenkomsten in het koffiehuis Den Otter op de hoek van de Hoflaan en de Honingerdijk. Op 1 mei 1865 werd een Vereniging van Aandeelhouders opgericht voor de fondsenwerving ten behoeve van een eigen sociëteitsgebouw. Dit viel samen met de herdenking van de Slag bij Waterloo vijftig jaar eerder, reden waarom men de vereniging vernoemde naar het motto van koning Willem II. Het eigen gebouw, van de Rotterdamse architect Jan Verheul, werd in 1903 opgeleverd op de hoek van de Oudedijk en de Waterloostraat. In 1975 stond dit gebouw in de weg van de Calandmetrolijn en is het gesloopt, waarna een gedeelte van de sierlijke jugendstilfaçade is ingemetseld in de stationshal van de nabijgelegen metrohalte Voorschoterlaan. Tussen geglazuurde tegels met bloem- en bladmotieven leest men daar thans de naam van de sociëteit.[5]
- Omstreeks 1910 besloot de kleermakersvereniging Eendracht maakt macht uit Rotterdam tot de huur van een pand aan de Oranjeboomstraat, om als gezamenlijke werkplaats het thuiswerken uit te bannen. Door het fijne stof van confectiegoederen leed menigeen aan longemfyseem en een ruimere werkplaats moest hierin verbetering brengen.
- Eendracht Maakt Macht is ook de spreuk van voetbalclub PSV Eindhoven, opgericht in 1913. De spreuk komt onder meer terug in de kleding, het clublied en op de toegangspoort bij ingang 20 van het Philips Stadion.